# Claude Rogers

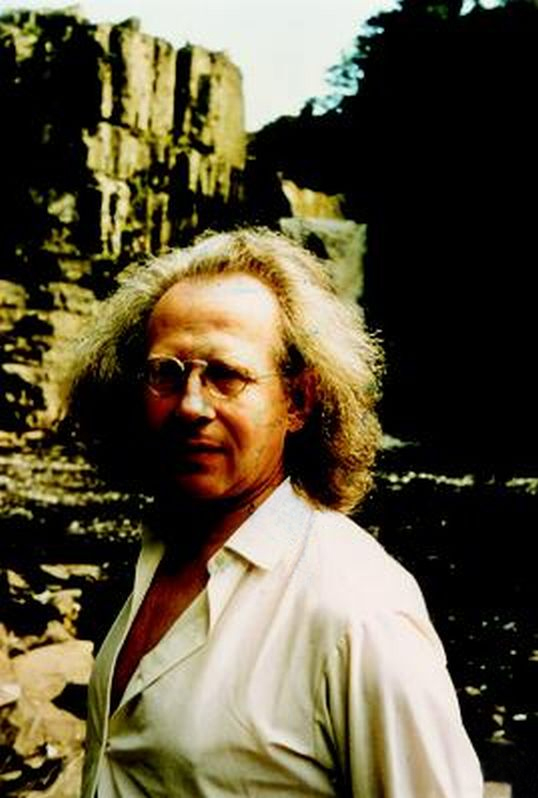
Claude Rogers 1976

Claude Ambrose Rogers (* 1. November 1920; † 5. Dezember 2005) war ein englischer Mathematiker, der sich mit Zahlentheorie (Geometrie der Zahlen), Kugelpackungen und Analysis beschäftigte.

## Leben
Rogers studierte am University College London und am Birkbeck College in London (Bachelor 1941). Im Zweiten Weltkrieg arbeitete er als Experimental Officer beim Versorgungsministerium. 1946 wurde er Lecturer am University College, wo er 1949 bei Lancelot Bosanquet promoviert wurde (The Transformation of Sequences by Matrices). 1952 erhielt er seinen D. Sc. (Doctor of Science), arbeitete mit Harold Davenport und wurde Reader. 1954 wurde er Professor an der Universität Birmingham und 1958 Astor-Professor für Mathematik am University College, was er bis zu seiner Emeritierung 1986 blieb.
Er schrieb zahlreiche Arbeiten über Kugelpackungen, teilweise mit Paul Erdős und H. S. M. Coxeter. 1958 gab er eine obere Grenze für Kugelpackungen im {\displaystyle d}-dimensionalen euklidischen Raum, das für niedrige Dimensionen ({\displaystyle d} zwischen 3 und 43) lange die beste obere Grenze war (2001 von Károly Bezdek für {\displaystyle d>7} verbessert). Später beschäftigte er sich unter anderem mit Maßtheorie. Er schrieb das erste Lehrbuch über Hausdorff-Maße, die vielfach in der Theorie der Fraktale verwendet werden. Er gab auch die gesammelten Werke von Davenport heraus.
1959 wurde er Fellow der Royal Society, in deren Rat er auch zeitweise saß. 1970 bis 1972 war er Präsident der London Mathematical Society, deren De-Morgan-Medaille er 1977 erhielt. 1974 war er Invited Speaker auf dem Internationalen Mathematikerkongress in Vancouver (Probabilistic and combinatorial methods in the study of the geometry of euclidean spaces) und ebenso 1954 (The Minkowski-Hlawka Theorem).

## Schriften
- Packing and Covering. Cambridge Tracts, 1964.
- Hausdorff Measures. Cambridge University Press, 1970, 2. Auflage 1999.
- The packing of equal spheres. Proceedings London Mathematical Society, Band 8, 1958, S. 609.